# علان (آيت اعميرة)
علال هي [[التقسيم الإداري في المغرب، المملكة المغربية، تتبع جغرافيا لإقليم شتوكة آيت باها وإداريًا لآيت اعميرة. يقدر عدد سكانها بـ 4989 نسمة حسب الإحصاء الرسمي للسكان والسكنى لسنة 2004.